# 高遊原分屯地
高遊原分屯地（たかゆうばるぶんとんち、JGSDF Vice-Camp Takayubaru）は、熊本県上益城郡益城町大字小谷1812の熊本空港内に所在し、西部方面航空隊等が駐屯する陸上自衛隊健軍駐屯地の分屯地である。
最寄の演習場は、大矢野原演習場と黒石原演習場。分屯地司令は、西部方面航空隊長が兼務。

## 沿革
陸上自衛隊高遊原分屯地
- 1971年（昭和46年）4月20日：熊本空港移転に伴い、高遊原分屯地が開設。第8飛行隊と西部方面飛行隊が目達原駐屯地から移駐。
- 2020年（令和02年）3月26日：第1ヘリコプター団輸送航空隊第109飛行隊が新編[1][2][3]。

## 駐屯部隊

### 西部方面隊隷下部隊
- 第8師団
  - 第8飛行隊
- 西部方面航空隊
  - 西部方面航空隊本部
  - 西部方面航空隊本部付隊
  - 西部方面ヘリコプター隊
    - 第3飛行隊

  - 西部方面管制気象隊
  - 西部方面航空野整備隊：西部方面隊内の航空機、航空科器材等の整備
- 西部方面システム通信群
  - 第102基地システム通信大隊
    - 第319基地通信中隊
      - 高遊原派遣隊

### 陸上総隊隷下部隊
- 第1ヘリコプター団
  - 輸送航空隊
    - 第109飛行隊

### 防衛大臣直轄部隊
- 警務隊
  - 西部方面警務隊
    - 第135地区警務隊
      - 高遊原連絡班

## 創立記念行事
- 毎年4月下旬に開催。所属機の編隊飛行が見ものである（悪天候時は中止）
- その他、1月に初飛行訓練、9月に航空機事故救難訓練を空港事務所・県内関係機関と共同で実施（どちらも一般非公開）

## 最寄の幹線交通
- 高速道路：九州自動車道益城熊本空港IC
- 一般道：国道3号、国道57号、国道226号、国道443号、熊本県道36号熊本益城大津線、熊本県道51号熊本港線、熊本県道103号熊本空港線、熊本県道206号堂園小森線
- 鉄道：JR九州鹿児島本線熊本駅、豊肥本線肥後大津駅
- 港湾：熊本港、八代港、三角港（重要港湾）、鬼池港（地方港湾）
- 飛行場：天草飛行場（その他の空港）